# Eisenbahnunfall von Rokken

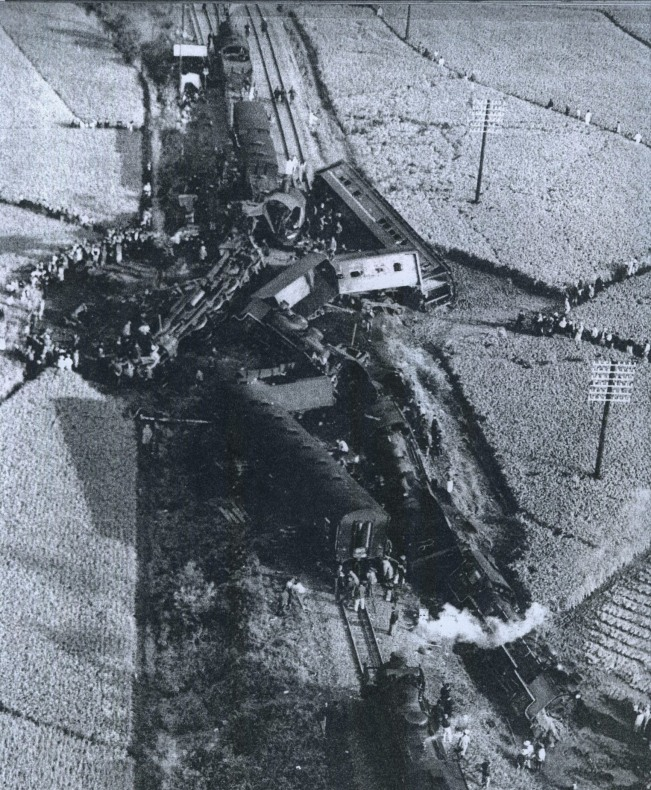
Eisenbahnunfall von Rokken

Bei dem Eisenbahnunfall von Rokken (jap. 六軒事故, Rokken jiko) am 15. Oktober 1956 entgleiste im Bahnhof Rokken an der Sangū-Linie (heute: Kisei-Hauptlinie) in Mikumo (heute: Matsusaka), Präfektur Mie, in Japan, ein Zug. Ein zweiter fuhr in die Unfallstelle hinein. 40 Menschen starben.

## Ausgangslage
Die Sangū-Linie ist eine (damals noch) eingleisige Hauptbahn. Ein Personenzug, der dort nach Toba unterwegs war, wurde wegen seines hohen Gewichts von zwei Dampflokomotiven gezogen. Fahrplanmäßig hätte er den Bahnhof Rokken ohne Halt durchfahren sollen. Aufgrund erhöhten Verkehrsaufkommens wurde eine Zugkreuzung verlegt und der Zug sollte deshalb außerplanmäßig in Rokken halten. Der Fahrdienstleiter stellte Signale und Weichen entsprechend. So zeigte das Einfahrsignal des Bahnhofs „Halt erwarten“, das Ausfahrsignal „Halt“. Letzteres war zudem durch eine Schutzweiche gesichert, die in einem Stumpfgleis mit Prellbock endete, der sich vor einer Felswand befand. Der verantwortliche Lokomotivführer war diesem Zug öfter zugeteilt.
In der Gegenrichtung war ein weiterer Zug in Richtung auf den Bahnhof Rokken unterwegs.

## Unfallhergang

Schema zum Eisenbahnunfall von Rokken

Als der Zug nach Toba sich dem Bahnhof Rokken näherte, handelte der Lokomotivführer routinemäßig, statt auf das Einfahrsignal zu achten: Er durchfuhr den Bahnhof, ohne zu bremsen. Erst das auf „Halt“ stehende Ausfahrsignal bemerkte er. Sofort leitete er eine Notbremsung ein. Aufgrund des hohen Gewichts des Zuges, auch durch die beiden vorgespannten Dampflokomotiven, gelang es ihm aber nicht, den Zug noch rechtzeitig zum Stehen zu bringen. Er überfuhr das „Halt“ zeigende Signal, fuhr in das Schutzgleis ein, überfuhr den Prellbock mit noch 27 km/h und gegen die anschließende Felswand. Beide Lokomotiven und die drei folgenden Wagen entgleisten und blockierten anschließend das Gleis der Gegenrichtung. Der Zug, der in der Gegenrichtung unterwegs war, fuhr in die Trümmer an der Unfallstelle hinein.

## Folgen
40 Menschen starben, 96 weitere wurden verletzt.